# María Dolores Bedoya
Pour les articles homonymes, voir Bedoya.
María Dolores Bedoya de Molina, née le 20 septembre 1783 dans la ville de Guatemala au Guatemala, morte le 9 juillet 1853 à Guatemala, est une militante indépendantiste guatémaltèque.
Célèbre pour son rôle dans le mouvement pour l'indépendance de l'Amérique centrale vis-à-vis de l'Empire espagnol, elle est reconnue comme héroïne nationale du Guatemala, avec des célébrations annuelles en souvenir de son action.
Une statue est érigée en son honneur, et un film biographique relate sa vie. Un ordre de mérite est institué portant son nom, l'« Ordre de Dolores Bedoya de Molina », récompensant les femmes de mérite en matière de progrès et de développement.

## Biographie
María Dolores Bedoya naît au Guatemala le 20 septembre 1783,,, dans la ville de Guatemala. Elle est la fille de don Pedro Bedoya et de son épose doña Manuela Antonia González.
Le 9 février 1804 dans la cathédrale de la ville, elle épouse le médecin Pedro Molina, plus tard homme politique et leader indépendantiste. Le couple déménage à Grenade, au Nicaragua, où Pedro Molina sert comme médecin militaire de bataillon jusqu'en 1811; ils reviennent au Guatemala en 1814.
Elle apporte son soutien à son frère Mariano Bedoya lorsqu'il est arrêté et emprisonné à la suite de la conspiration de Belén en 1813 contre le capitaine général José de Bustamante y Guerra.
María Dolores Bedoya joue un rôle mémorable dans la conquête de l'indépendance de l'Amérique centrale vis-à-vis de l'empire espagnol. Elle commence son action de soutien au combat de son mari pour l'indépendance en écrivant des articles dans El Editor Constitucional
On lui attribue surtout la mobilisation des femmes pour qu'elles participent au mouvement indépendantiste. Elle aurait parcouru les rues de la ville de Guatemala à la veille du 15 septembre 1821, accompagnée de Basilio Porras, pour recueillir un large soutien pour l'indépendance,.
Le 15 septembre 1821, pendant que la noblesse se réunit pour débattre de la question de l'indépendance, María Dolores Bedoya dirige une manifestation en forme de célébration rassemblant une foule de partisans de l'indépendance à l'extérieur du palais.
Avec de la musique, des feux d'artifice et une foule dynamique, la manifestation organisée par Maria Dolores Bedoya aurait fait pencher la balance en faveur de la décision de signer pour l'indépendance, car les hommes politiques à l'intérieur du palais entendaient leurs bruits et craignaient d'être attaqués par la foule rassemblée,.
Le frère de María Dolores Bedoya, Mariano, est assassiné en 1821 ; la famille Molina-Bedoya quitte alors la ville de Guatemala pour Verapaz,. Son mari devient plus tard le chef d'État du Guatemala, de 1829 à 1831.
Le couple a vécu les dernières années de son exil politique à Antigua, au Guatemala.
María Dolores Bedoya meurt le 9 juillet 1853 dans la ville de Guatemala après avoir souffert d'une longue maladie.

## Héritage, reconnaissance et hommages
Les contributions de María Dolores Bedoya au mouvement d'indépendance n'ont pas été mémorisées par écrit dans les récits de l'époque, en raison du peu de cas qui était fait des actions des femmes au XIXe siècle.
Au XXIe siècle, elle est reconnue comme une héroïne nationale guatémaltèque,. En hommage, en partie, à son rôle dans l'obtention du soutien pour l'indépendance et pour commémorer le jour de l'indépendance, les gens du Guatemala défilent dans les rues le 14 septembre de chaque année.
Une de ses robes est exposée au Musée national d'histoire du Guatemala.
En 1983, à l'occasion du 200e anniversaire de sa naissance, une statue de María Dolores Bedoya est érigée à l'extérieur d'une école nommée en son honneur à Guatemala City.
L'« Ordre de Dolores Bedoya de Molina » qui porte son nom est institué en 1983 pour récompenser une « femme guatémaltèque ou étrangère qui a contribué de manière significative au progrès, au développement et au bien-être du Guatemala ».
Le 15 septembre 2018, le film biographique guatémaltèque, Dolores Bedoya: Una Mujer de Coraje, est présenté en avant-première dans les salles de théâtre à travers le pays.